# Konrad-Adenauer-Gymnasium (Langenfeld)
Das Konrad-Adenauer-Gymnasium (kurz: KAG) in Langenfeld ist ein städtisches Gymnasium mit 1187 Schülern, die in zwei Gebäuden und drei Sporthallen unterrichtet werden. Die Schule wurde nach dem ersten deutschen Bundeskanzler Konrad Adenauer benannt.

## Geschichte
Das KAG wurde am 19. Dezember 1963 von der Stadt Langenfeld zur Entlastung der restlichen Schulen im Gebiet gegründet. In den ersten sechs Jahren wuchs die Schülerzahl auf 550 Schüler, weshalb die Schule 1970 aus der Gieslenberger Straße in das damals neue Gebäude in der Straße Auf dem Sändchen umzog.
Seit 2020 bekommt die Schule einen Anbau mit Büros, Besprechungs- und Aufenthaltsräumen.

## Organisation
Die 1187 Schüler teilen sich auf 25 Klassen in der Sekundarstufe I und drei Jahrgangsstufen in der Sekundarstufe II auf (Stand 2017). Sie werden von insgesamt 97 Lehrern einschließlich der Referendare unterrichtet. Der Schulleiter ist Jürgen Tasch.
Seit dem 11. Januar 2024 ist die Schule als Zukunftsschule mit Profil durch das Land NRW ausgewiesen.

## Projekte
An der Schule wird jedes Jahr in der Sekundarstufe I ein Gewaltpräventionskurs durchgeführt. Die verschiedenen Musikgruppen der Schule stellen jährlich in der Adventszeit ein Benefizkonzert vor, bei dem die Spenden an gemeinnützige Organisationen innerhalb Langenfelds gehen. Außerdem nimmt die Schule regelmäßig an verschiedenen fremdsprachlichen Wettbewerben teil.